# Hospital de Niños Roberto del Río
El Hospital de Niños Roberto del Río es el establecimiento pediátrico más antiguo de Chile, y es también el de mayor complejidad. Se encuentra ubicado en la calle Profesor Zañartu, en la ciudad de Santiago de Chile, y forma parte de la Red Pública de Salud. Es uno de los cinco hospitales del Servicio de Salud Metropolitano Norte.
Lleva el nombre del médico que fuera, desde 1888, profesor de Clínica Pediátrica de la Universidad de Chile.

## Historia
Su origen se remonta a 1900, año en que el filántropo Manuel Arriarán, a raíz de una epidemia de sarampión, convocó a la comunidad médica a centralizar sus esfuerzos por la población infantil enferma en dependencias de la congregación de religiosas "Hijas de San José Protector de la Infancia".
La experiencia tuvo un alto impacto sanitario, a raíz de lo cual se destinó, en enero de 1901, una edificación en calle Matucana para ser implementada como el primer hospital de niños del país. Tras la muerte en 1907 de Manuel Arriarán, su primer administrador, la Junta de Beneficencia nombró Director al Dr. Roberto del Río, iniciándose un periodo de desarrollo y consolidación.
Desde 1917, luego del fallecimiento del Doctor del Río, el hospital lleva su nombre.

## Edificio actual

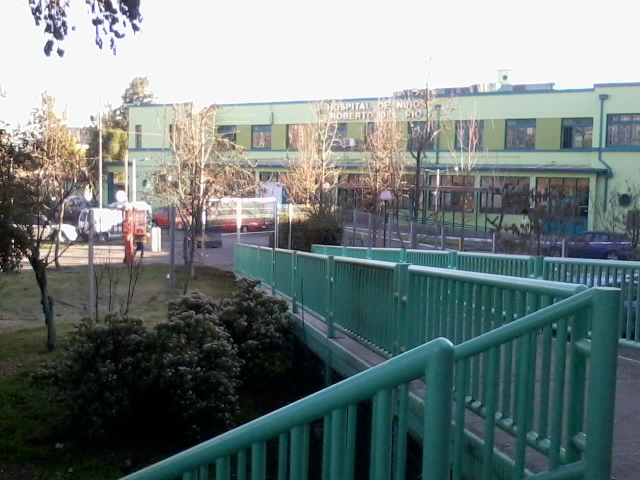
Fachada del Hospital

Durante 1939, el Hospital de Niños Roberto del Río se trasladó a su ubicación actual, donde se construyó un edificio que cumplía con las características de un recinto modelo, de acuerdo a las demandas sanitarias de la época para la actividad asistencial y docente.
En la actualidad atiende las necesidades de recuperación de la población infantil de las comunas del sector norte de la Región Metropolitana.
Su actual director es el Dr. Ricardo Pinto Muñoz.

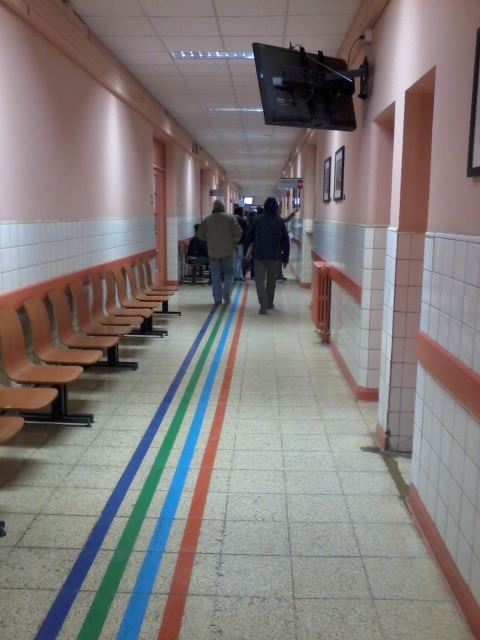
Pasillo principal del hospital

## Servicios clínicos
La actividad asistencial se efectúa en varios Servicios Clínicos:
- Centro Ambulatorio de Especialidades.
- Emergencia.
- Pediatría.
- Pabellón quirúrgico
- Cirugía.
- Traumatología.
- Unidad de Pacientes Críticos.
- Cardiología y UCI cardio quirúrgica.
- Salud Mental.
- Oncología.
- Imagenología.
- Farmacia.
- Laboratorio